# BraAgas
BraAgas je pražská hudební skupina, která se hraje hudbu na pomezí mezi world music a středověkými písněmi. Převážná část repertoáru je inspirována sefardskou, balkánskou a skandinávskou hudbou. Skupina vznikla v roce 2007.

## Historie skupiny
Skupina vznikla v roce 2007 z bývalých členů skupiny Psalterie. V roce 2009 BraAgas vyhrála soutěž mladých talentů festivalu Colours of Ostrava a během následujících let byla tři jejich alba nominována na ceny Anděl v kategorii world music.
- Album Tapas v této kategorii vyhrálo v roce 2009.
- Album Fuerte bylo nominováno v roce 2012.
- Alum Yallah! vyhrálo v roce 2014

## Členové
- Kateřina Göttlichová – zpěv, cistra, nyckelharpa, kytara, dudy
- Karla Braunová – zpěv, flétny, klarinet, šalimo, šalmaje, dudy
- Michala Sekyrová – zpěv, housle, fidula
- Michaela Krbcová – zpěv, perkuse – davul, darbuka, cajon
- Karel Zich – kontrabas, basse de viole

## Diskografie
- BraAgas (2007)
- Media Aetas (2008)
- Tapas (2009)
- Fuerte (2012)
- Yallah! (2014)
- O ptácích a rybách (2018)